# Den onde cirkel (dokumentarfilm)
 For alternative betydninger, se Den onde cirkel. (Se også artikler, som begynder med Den onde cirkel)
Den onde cirkel er en dansk dokumentarfilm fra 1999 med instruktion og manuskript af David Fox.

## Handling
Hvordan kan det være, at forældre påfører deres børn den samme smerte, som de selv har oplevet? I generation efter generation. En kvinde, der har været udsat for incest, fortæller om sine oplevelser, om forholdet til sine forældre og til sin datter, der også har været udsat for overgreb. En mand fortæller om den alkoholisme, han har arvet fra sin far, og om sin kamp for at komme ud af den.